# Дом Исанбаевых
Дом Исанбаевых — историческое здание в Казани, в Старо-Татарской слободе, на улице Каюма Насыри, дом 33. Построен в конце XIX века. Объект культурного наследия регионального значения.

## История
Небольшой участок с 1856 года принадлежал муэдзину соседней Апанаевской мечети Мустафе Исанбаеву, сохранившийся дом на нём построен в 1880-х гг. В 1889 году владение унаследовал его сын Ибрагим, также муэдзин той же мечети. Дом был отреставрирован в 2012—2013 гг. по проекту С. Ю. Исхаковой и О. А. Андреевой («Татинвестгражданпроект»). 

## Архитектура
Здание построено в традициях народного зодчества. На красную линию улицы Насыри дом, имеющий в плане прямоугольную форму, выходит торцом. Дом деревянный, на кирпичном полуподвале, под двускатной крышей, образующей фронтон на личном фасаде. Имеет три оконных оси по уличному фасаду. Окна полуподвала, имевшего хозяйственную функцию, находятся низко, у земли, они лишены декора. Основной, жилой этаж оформлен нарядно: наличники окон имеют скатные щипцы по центру и декорированы пропильной резьбой, стены и углы дома обшиты «в ёлочку». Кроме того, резьбой украшены карниз и скаты, а также небольшой наличник окна в мезонине, имеющего три створки. Необычно устроен фриз, на котором размещены украшения. Это напоминает «красную доску» в русском деревянном зодчестве. После реставрации дом, ранее окрашенный в коричневых тонах, приобрёл яркие цвета «ёлочки» на углах дома и на фронтоне — зелёный и красный